# LaBarocca
LaBarocca di Milano è un ensemble italiano costituito da musicisti specializzati nella prassi esecutiva del periodo barocco.

## Storia
L'Ensemble laBarocca di Milano nasce nel 2008 da un'idea di Luigi Corbani e Ruben Jais, rispettivamente, allora, Direttore Generale e Direttore Artistico dell'Orchestra Sinfonica di Milano.
Dal 2009 laBarocca ha avuto una stagione stabile di musica antica presso l'Auditorium di Milano. Negli anni l'Ensemble è stato regolarmente ospite al Teatro della Società di Lecco.
L'ensemble affronta molta musica sacra tra cui le cantata sacre di Johann Sebastian Bach, gli oratori di Georg Friedrich Händel fino a ricoprire ed eseguire capolavori italiani ingiustamente dimenticati quali il Te Deum di Francesco Antonio Urio. Anche la musica strumentale ricopre una parte fondamentale del repertorio de laBarocca di Milano, con i Concerti per Violino di Antonio Vivaldi, i concerti per strumento solo, i Concerti Brandeburghesi e le Suites per Orchestra di Johann Sebastian Bach.
Nel 2011, per la prima volta, laBarocca di Milano si cimenta nel repertorio operistico, eseguendo in forma di concerto il Rinaldo di Georg Friedrich Händel.
Nel 2013 l'Ensemble affronta il suo primo tour nazionale con il sostegno del CIDIM, toccando le principali province italiane. 
Su invito della Veneranda Fabbrica del Duomo di Milano nel 2015, laBarocca di Milano ogni anno si esibisce durante la settimana di Pasqua alternando la Passione secondo Matteo e la Passione Secondo Giovanni di Johann Sebastian Bach nel Duomo del capoluogo lombardo.

## Discografia
- 2017 - Heroes in Love, laBarocca di Milano, Contralto Sonia Prina, Ruben Jais (Direttore) - Glossa Music
- 2018 - J.S. Bach, The Solo Cantatas for Bass, laBarocca di Milano, Christian Senn (Basso), Ruben Jais (Direttore) - Glossa Music
- 2019 - Zelenka, Missa Omnia Sanctorum, Ensemble Strumentale e Vocale laBarocca, Soprano Carlotta Colombo, Alto Filippo Mineccia, Tenore Cyril Auvity, Basso Lukáš Zeman, Maestro del Coro Gianluca Capuano, Direttore Ruben Jais - Glossa Music